# Linia kolejowa Narbonne – Portbou
Linia kolejowa Narbona – Portbou – linia kolejowa we Francji, w regionie Langwedocja-Roussillon, o długości 107 km. Łączy Narbonę przez Perpignan z Hiszpanią. Linia została zbudowana przez Compagnie des Chemins de fer du Midi. Pierwszy odcinek, który został otwarty w 1858 roku prowadził z Narbony do Perpignan. Linia została przedłużona do hiszpańskiej granicy w 1878 roku.
Linia przebiega wzdłuż wybrzeża Côte Vermeille.